# ジーン・アモンズ
ジーン・アモンズ（Gene Ammons、1925年4月14日 – 1974年8月6日）は、アメリカ合衆国のジャズ・サクソフォーン奏者。父親はブギウギ・ピアノ奏者のアルバート・アモンズ。「テナー・サクソフォーン界のボス（The Boss）」や「ジャグ（Jug）」の愛称でも知られる。テナー・サクソフォーン奏者のジョシュア・レッドマンに多大な影響を与えたと看做されている。

## 略歴
1943年にキング・コラックスのバンドと巡業に出た際に、まだ18歳ながらも名前が知られるようになった。1944年にビリー・エクスタイン楽団に、1949年にはウディ・ハーマン楽団に入団しており、1950年にはソニー・スティットとデュオを組んだ。その後の活動は、麻薬の不法所持による2度の投獄（1958年から1960年および1962年から1969年）によって中断されている。リーダーとしては、1947年から1949年までマーキュリーに、1948年から1950年までアリストクラットに、1950年から1951年までチェスに、1950年から1952年までプレスティッジに、1952年にはデッカ、同じく1952年から翌1953年まではユナイテッドに録音している。その後の活動では、プレスティッジと契約した。
アモンズは、ヴォン・フリーマンとともに、テナー・サクソフォーンのシカゴ派の開祖のひとりである。アモンズの演奏様式は、ベン・ウェブスターだけでなくレスター・ヤングからの影響も窺える。両者とも、テナー・サクソフォーンの響きを、より高水準の表現力へと発展させるのに尽力したアーティストであった。アモンズは、デクスター・ゴードンやソニー・スティットとともに、テナー・サクソフォーンの発展をビバップ特有の音楽語法と統合しており、アモンズの演奏には、チャーリー・パーカーの半音階技法やリズムの多様性が如実に現れている。
アモンズは、とりわけ代理和音への偏愛において、ビバップの技法的な面に習熟していたが、ベン・ウェブスターやレスター・ヤング、チャーリー・パーカー以上に、当時の商業的なブルースやリズム・アンド・ブルースとの接点を保ってもいる。テナー・サクソフォーンと電気式ハモンドオルガンとをしばしば組み合せた1950年代の「ソウル・ジャズ」の動きは、アモンズが開祖であると看做されている。デクスター・ゴードンやソニー・スティットに比べて、瘠せて乾いた音色をしばしば用いるため、後のスタンリー・タレンタインやヒューストン・パーソン、なかんずくアーチー・シェップのようなアーティストを予期させる歌い込み方をすることにより、楽器の幅広い響きを意のままに探究することができた。とはいえジョン・コルトレーンやジョー・ヘンダーソン、ウェイン・ショーターらの、その頃に出現したモーダル・ジャズにはほとんど関心を示さなかった。
自作のバラードのいくつかの演奏は、抑揚の並外れた感覚や旋律の対比、力強い抒情的表現、さらに、ブルースやビバップの、ある意味では「古典的」と言い得る特色の熟知を裏付けている。アモンズが演奏するスタンダード「アンサー・ミー、マイ・ラヴ（Answer Me, My Love）」の音源は、映画『ロマンス&シガレット』（2005年）のサウンドトラックに流用されている。  
アモンズは、末期がんとの闘病生活の末に1974年に他界した。

## ディスコグラフィ

### リーダー・アルバム
- 『ハッピー・ブルース』 - The Happy Blues - Hi Fidelity Jam Session (1956年、Prestige)
- 『ウーフィン&トゥイーティン』 - All Star Sessions (1956年、Prestige)
- 『ジャミン・ウィズ・ジーン』 - Jammin' with Gene (1956年、Prestige)
- 『ジャミン・イン・ハイ・ファイ』 - Jammin' in Hi Fi with Gene Ammons (1957年、Prestige)
- 『ファンキー』 - Funky (1957年、Prestige)
- Blue Gene (1958年、Prestige)
- The Big Sound  (1958年、Prestige)
- Soulful Saxophone (1959年、Chess) ※『メイクス・イット・ハプン』 - Makes It Happenとして再発あり
- 『ボス・テナー』 - Boss Tenor (1960年、Prestige)
- Groove Blues (1961年、Prestige)
- Nice an' Cool (1961年、Moodsville)
- 『ジャグ』 - Jug (1961年、Prestige)
- Up Tight! (1961年、Prestige)
- 『バッド!ボサ・ノヴァ』 - Bad! Bossa Nova (1962年、Prestige)
- Twisting the Jug (1962年、Prestige) ※with ジョー・ニューマン、ジャック・マクダフ
- Ca' Purange (1962年、Prestige)
- Just Jug (1962年、Argo) ※『ライヴ・イン・シカゴ』 - Live! In Chicagoとして再発あり
- Preachin' (1963年、Prestige)
- 『ソウル・サミットVol.2』 - Soul Summit Vol. 2 (1963年、Prestige) ※with エタ・ジョーンズ、ジャック・マクダフ
- The Soulful Moods of Gene Ammons (1963年、Moodsville)
- Velvet Soul (1964年、Prestige)
- Late Hour Special (1964年、Prestige)
- Angel Eyes (1965年、Prestige)
- Boss Soul! (1966年、Prestige)
- 『ボス・イズ・バック!』 - The Boss Is Back! (1969年、Prestige)
- Brother Jug! (1970年、Prestige)
- The Chase! (1971年、Prestige) ※with デクスター・ゴードン
- My Way (1971年、Prestige)
- The Black Cat! (1971年、Prestige)
- Jug & Dodo (1972年、Prestige) ※with ドド・マーマローサ
- Free Again (1972年、Prestige)
- Got My Own (1973年、Prestige)
- Chicago Concert (1973年、Prestige) ※with ジェームス・ムーディ
- 『ジーン・アモンズ・アンド・フレンズ・アット・モントルー』 - Gene Ammons and Friends at Montreux (1973年、Prestige)
- Big Bad Jug (1973年、Prestige)
- 『ブラスウィンド』 - Brasswind (1974年、Prestige)
- 『グッドバイ』 - Goodbye (1975年、Prestige)
- 『レッド・トップ』 - Red Top (1976年、Savoy)
- Swinging the Jugg (1976年、Roots)
- 『イン・スウェーデン』 - Gene Ammons in Sweden (1981年、Enja)
- Blue Groove (1982年、Prestige)
- Night Lights (1985年、Prestige)

With ソニー・スティット
- 『カレイドスコープ』 - Kaleidoscope (1957年、Prestige) ※ソニー・スティット名義
- 『ボス・テナーズ・イン・オービット!』 - Boss Tenors in Orbit! (1962年、Verve)
- 『ボス・テナーズ』 - Boss Tenors: Straight Ahead from Chicago August 1961 (1962年、Verve)
- 『ディグ・ヒム』 - Dig Him! (1962年、Argo)
- 『ソウル・サミット』 - Soul Summit (1962年、Prestige)
- You Talk That Talk! (1971年、Prestige)
- Together Again for the Last Time (1976年、Prestige)
- 『ライヴ・アット・ザ・レフト・バンク』 - God Bless Jug And Sonny (2001年、Prestige) ※1973年録音